# Philippe Nigri
Philippe Nigri ou Philippe Negri est un évêque catholique des Pays-Bas espagnols et Chancelier de l'Ordre de la Toison d'Or, mort à Bruxelles le 4 janvier 1565. Il fut le premier évêque du diocèse d'Anvers mais fut empêché d'y siéger.
Il participe en 1553 avec le comte Charles II de Lalaing et Jean de Montmorency à la mission extraordinaire, destinée à négocier le mariage de Philippe II, et de Marie Tudor.
Il est l'un des commissaires pour l'exécution de la bulle papale Super Universas (1559) en vue de l'érection des nouveaux diocèses aux Pays-Bas espagnols. Auparavant, les évêques des Pays-Bas espagnols, sauf celui du diocèse d'Utrecht, étaient désignés par des souverains étrangers.